# Francisco Antonio Pinto
Francisco Antonio Pinto Díaz (Santiago del Cile, 23 luglio 1785 – Santiago del Cile, 18 luglio 1858) è stato un generale e politico cileno di orientamento liberale. Fu presidente del Cile dal 5 maggio 1827 al 2 novembre 1829.
Uno dei più famosi cileni della sua epoca, partecipò alla rivolta antispagnola del 1810, si recò in missione diplomatica a Buenos Aires (1811) e a Londra (1813) e combatté nelle campagne per l'Indipendenza e nel Perù (1820-1824). Membro importante del partito liberale, fu ministro dell'Interno, degli Esteri, vicepresidente con il generale Ramón Freire Serrano (1827) e infine presidente provvisorio della Repubblica dal 5 maggio dello stesso anno. Nel 1828 promulgò una Costituzione liberale, redatta dallo spagnolo José Joaquín de Mora, che introduceva la separazione dei poteri legislativo (affidato ad un Congresso Nazionale dotato di amplissimi poteri, formato dalla Camera dei deputati, eletta con suffragio diretto, e dal Senato, designato dalle assemblee provinciali), esecutivo (attribuito al presidente della Repubblica con mandato quinquennale non rinnovabile immediatamente) e giudiziario, e stabiliva un largo decentramento amministrativo. Promosse l'istruzione pubblica, creando alcuni collegi e licei statali. Nelle elezioni del 1829 Pinto fu riconfermato alla presidenza, ma nessuno dei candidati vicepresidenti ottenne la maggioranza necessaria, perciò il Congresso Nazionale, a maggioranza liberale, elesse vicepresidente il liberale Francisco Ramón Vicuña Larraín, che al primo turno aveva ottenuto meno voti di tutti: i conservatori protestarono e dichiararono nulla l'elezione. Esasperato dalle diatribe, Pinto si dimise il 18 luglio 1829, lasciando la presidenza a Vicuña. Nella successiva guerra civile, tornò ad occupare brevemente la carica dal 19 ottobre al 2 novembre 1829.
Suo figlio Aníbal Pinto Garmendia fu presidente dal 1876 al 1881.